# Hoge bi

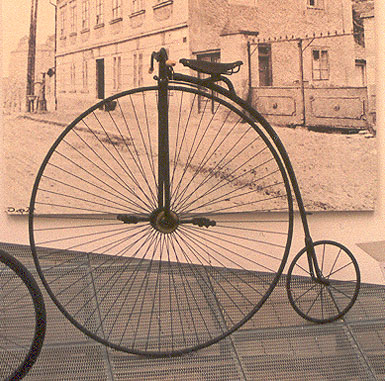
Een hoge bi

Een hoge bi is een vroeg type fiets met een heel groot voorwiel en een heel klein achterwiel. De pedalen zijn bij een hoge bi direct aan de as van het voorwiel bevestigd. Om een redelijk verzet te krijgen moet het voorwiel groot zijn. De beenlengte van de berijder is daarbij de grens.

## Naam
De hoge bi heette in het Nederlands aanvankelijk ook wel vélocipède. Dat woord is in sommige talen het normale woord voor een fiets. In het Nederlands is vélocipède in die betekenis ongebruikelijk geworden en daardoor wordt het woord met een ouderwetse fiets geassocieerd, dus soms met een hoge bi. Ook werd de naam daalder-dubbeltje gebruikt, een term met dezelfde oorsprong als de Engelse naam penny-farthing. De twee verschillende wielen werden als het ware vergeleken: een grote munt, de penny of de daalder, en een veel kleinere munt, de farthing of het dubbeltje. In het Engels ontstond deze naam pas toen er een opvolger met kleinere wielen kwam (de safety bicycle). De naam voor een hoge bi in de periode 1867-1885 in Engeland was simpelweg Bicycle.

## Geschiedenis
De voorloper van de hoge bi (de vélocipède) werd tijdens de Wereldtentoonstelling van 1867 te Parijs door Pierre Michaux gepresenteerd. Dit model had wielen van (ongeveer) gelijke grootte. Binnen een paar jaar (zo rond 1871) was het verschil in diameter van de twee wielen echter sterk toegenomen. De grotere diameter van het aandrijfwiel maakte een hogere snelheid mogelijk. Snelheden van 30 kilometer per uur voor de snelste rijders en bijbehorend grote voorwielen van tot wel 60 inch (153 cm) waren geen uitzondering.
De fiets is tamelijk labiel en vrij moeilijk te berijden. Voor vrouwen (voor wie het in die tijd ongepast was om een broek te dragen) was de hoge bi onbruikbaar. Dames reden in die tijd op driewielers. Door de komst van de fietsketting, waardoor trapas en wiel niet meer dezelfde snelheid hoefden te hebben, werd een kleiner wiel en dus een stabielere fiets mogelijk, die ook voor rokdragende vrouwen geschikt te maken was.
In feite was de hoge bi alleen bruikbaar voor gefortuneerde sportieve jongelingen die zich een val met bijkomende schade aan lijf en goed konden permitteren. Desondanks was dit type tussen 1875 en 1885 het meest voorkomende type. Het gevaar en de bravoure die met het rijden gepaard ging hadden duidelijk aantrekkingskracht.
Toen rond 1885 moderne rijwielen op de markt kwamen die veiliger en sneller waren, zoals de 'Safety' van Rover, nam het gebruik snel af. De laatste wedstrijden op de hoge bi werden rond 1890 verreden.

## Technische oplossingen
Voor de ontwikkeling van de fiets is de hoge bi een belangrijke schakel geweest. Niet zozeer vanwege het totale ontwerp, maar door de ontwikkeling van een aantal technische oplossingen in de constructie. Dat was ten eerste de metalen draadspaak die het wiel stevigheid verleent door trekkracht. Ten tweede de holle metalen buizen waarmee het frame is gebouwd. En ten derde de uitvinding van kogellagers in plaats van glijlagers bij de bevestiging van de voorwielnaaf.

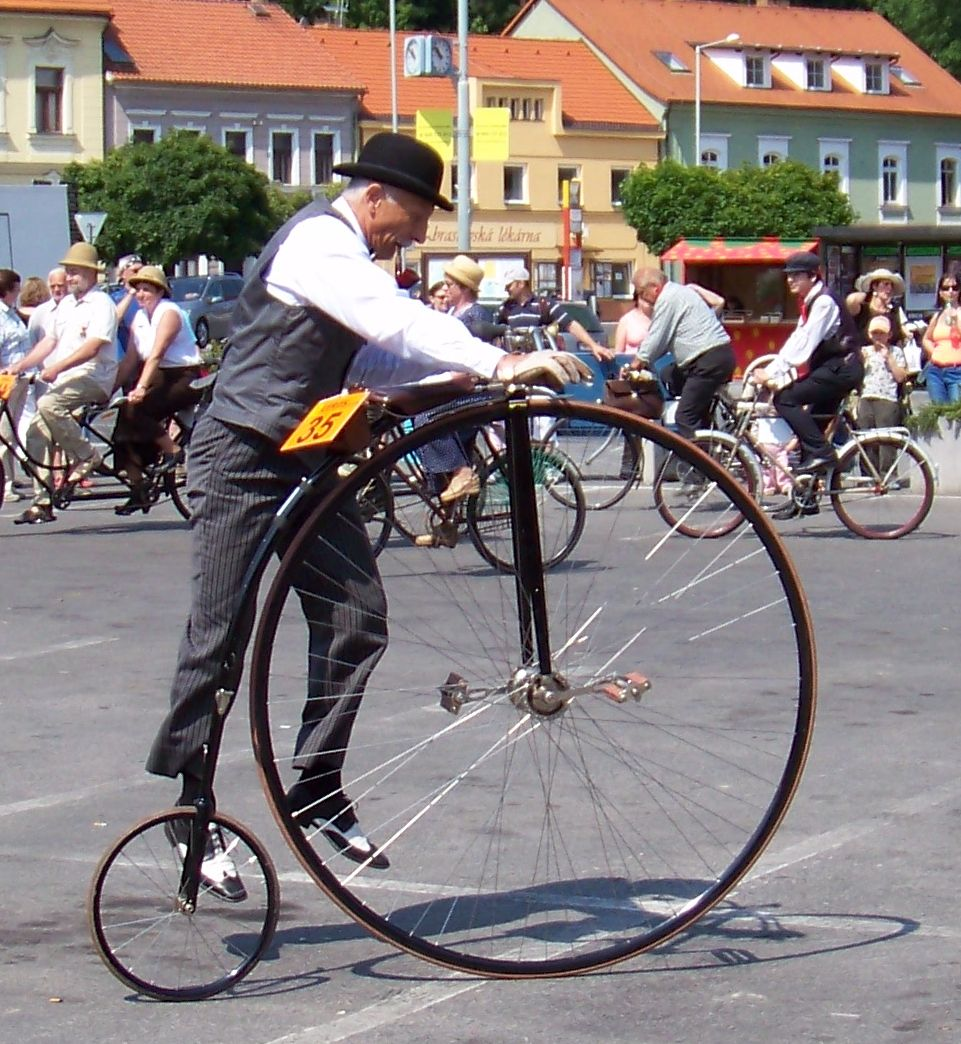
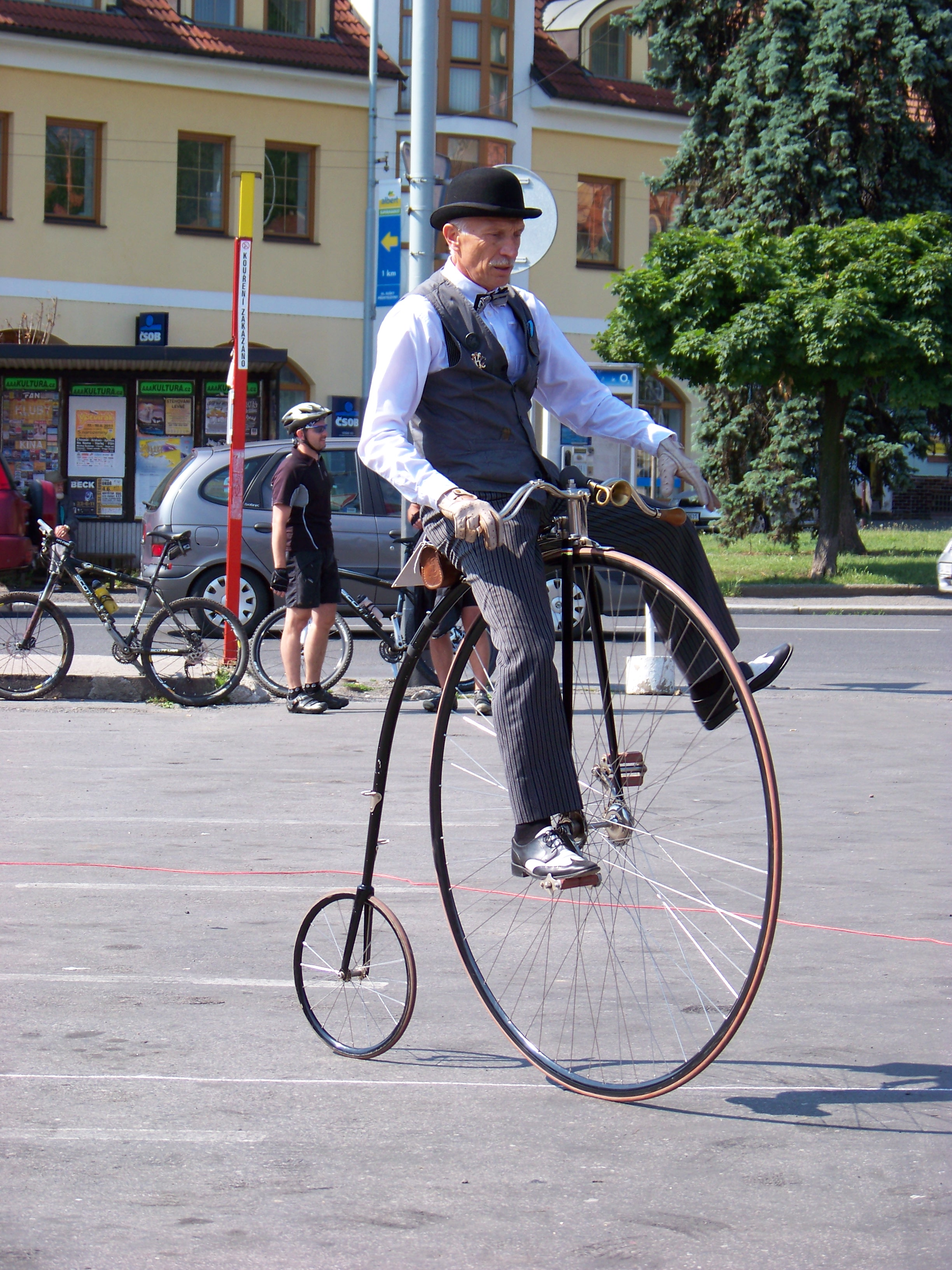
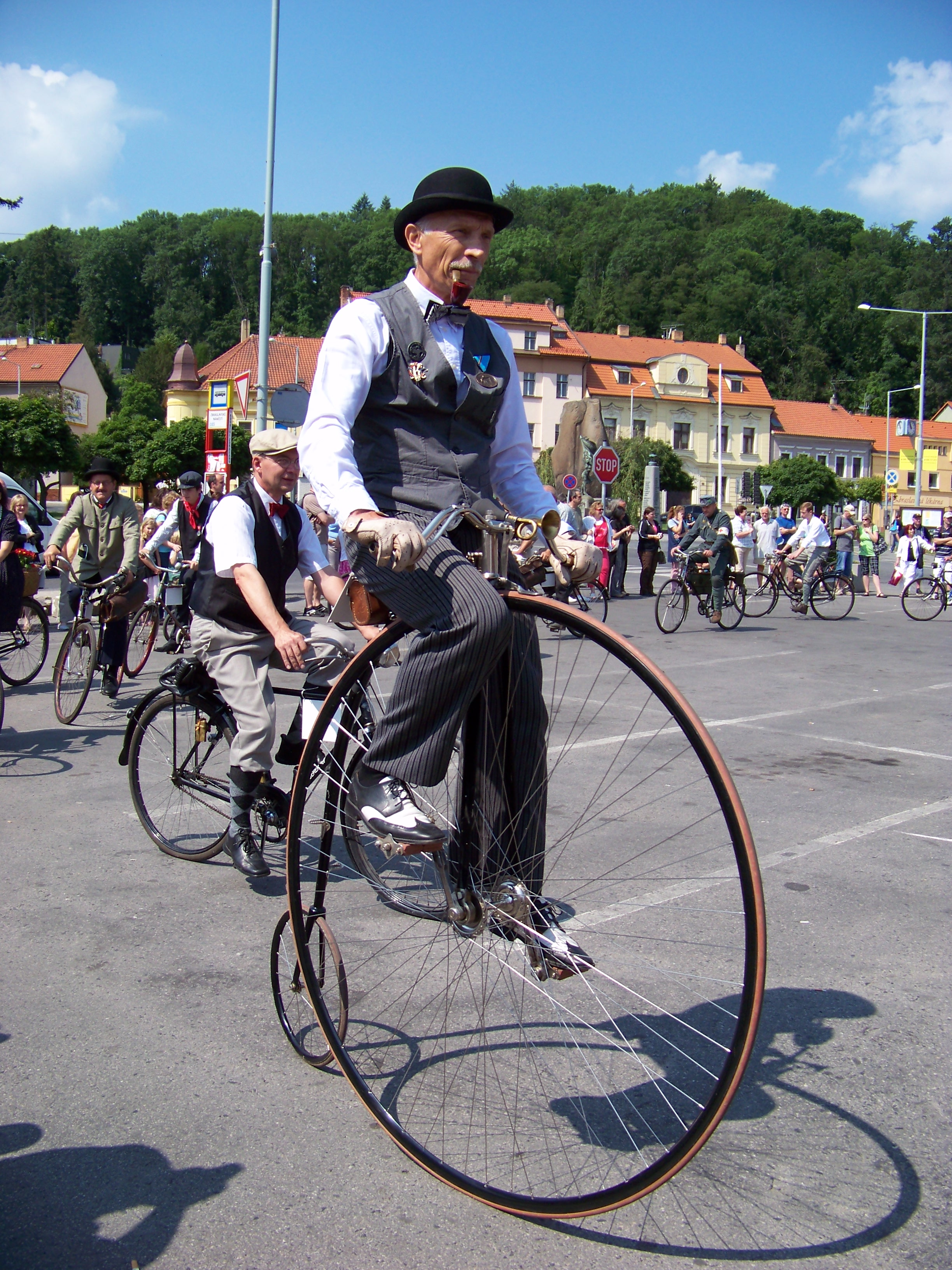